# 潘帕瓦西山
9°38′35″S 76°25′16″W / 9.64306°S 76.42111°W
潘帕瓦西山（Pampa Wasi），是秘魯的山峰，位於該國中部瓦努科大區，由五月二日省的馬里亞斯區負責管轄，屬於安地斯山脈的一部分，海拔高度4,123米。